# Lípa v Loučkách
Památná lípa malolistá (Tilia cordata) se nachází u kostela sv. Antonína Paduánského v obci Loučky, asi 5 km severovýchodně od města Turnov v okrese Semily.

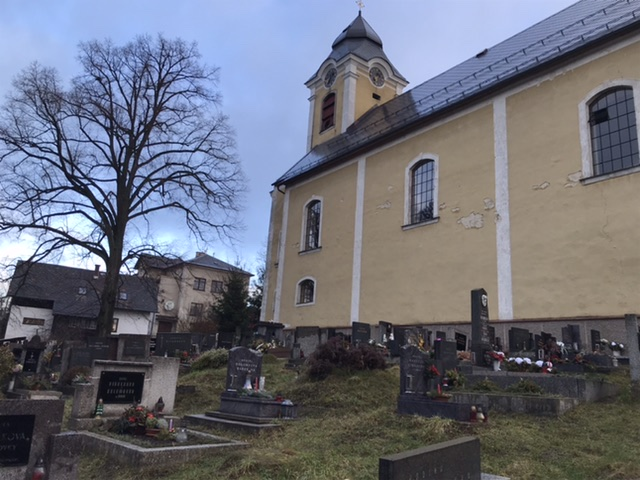
Památný strom lípa malolistá v Loučkách, pohled ze hřbitova

Památný strom byl vyhlášen rozhodnutím OkÚ Semily č. ŽP/2571/2000/OP/246-32 z 8. 12. 2000. Lípa je krásný solitérní strom, zdravotní stav je dobrý.
- Stáří: 150 let
- Obvod: 261 cm
- Ev. č. ústř. seznamu OP 608083